# Carl W. Strom
Carl Walther Strom (* 22. Dezember 1899 in Albert Lea, Minnesota; † 27. Januar 1969 in Fort Lauderdale, Florida) war ein US-amerikanischer Diplomat.

## Leben
Carl Walther Strom, der mit sieben Geschwistern aufwuchs, begann nach dem Schulbesuch ein grundständiges Studium am Luther College in Decorah und schloss dieses 1919 mit einem Bachelor of Arts (B.A.) ab. Zwischenzeitlich leistete er 1918 nach dem Kriegseintritt der Vereinigten Staaten in den Ersten Weltkrieg am 6. April 1917 Militärdienst in der US Army. Nach Kriegsende begann er ein postgraduales Studium an der State University of Iowa, das er 1921 mit einem Master of Arts (M.A.) beendete. Mit finanzieller Unterstützung durch ein Rhodes-Stipendium absolvierte er ein weiteres Studium an der University of Oxford, welches er 1929 mit einem weiteren Bachelor of Arts beendete. Nach seiner Rückkehr war er zwischen 1930 und 1935 als Professor für Mathematik am Luther College tätig. In dieser Zeit erwarb er zudem 1931 einen Doctor of Philosophie (Ph.D.) an der University of Illinois.
1935 trat Strom in den diplomatischen Dienst und fungierte zwischen 1935 und 1936 erst als Vizekonsul in Vancouver sowie von 1936 bis 1941 als Vizekonsul in Zürich. Er fungierte zwischen 1943 und 1945 als Konsul in Mexiko-Stadt und war im Anschluss im US-Außenministerium (US State Department) von 1945 bis 1948 stellvertretender Leiter des Referats Planung des Auswärtigen Dienstes (Assistant Chief, Division of Foreign Service Planning). 1948 wurde er wieder nach Mexiko versetzt und war dort bis 1951 Erster Sekretär und Konsul an der Botschaft. Danach fungierte er im Außenministerium zwischen 1951 und 1954 als Inspektor des Auswärtigen Dienstes (Foreign Service Inspector) sowie von 1954 bis 1956 als Ständiger Vertreter des Botschafters in Südkorea.
Am 11. Oktober 1956 wurde Carl W. Strom zum Botschafter der Vereinigten Staaten in Kambodscha ernannt und übergab dort als Nachfolger von Robert M. McClintock am 7. Dezember 1956 seine Akkreditierung. Da die Berufung während einer Sitzungspause des US-Senats erfolgte, wurde er am 29. Januar 1957 nach erfolgter Bestätigung des Senats erneut berufen. Er verblieb bis zum 8. März 1959 auf diesem Posten, woraufhin William C. Trimble seine Nachfolge antrat. Er selbst wurde am 8. April 1959 zum Botschafter in Bolivien ernannt und überreicht am 4. Mai 1959 als Nachfolger von Philip Bonsal sein Beglaubigungsschreiben. Er bekleidete dieses Amt bis zum 8. Mai 1961 und wurde danach von Ben S. Stephansky abgelöst. Zuletzt wurde er am 9. Juni 1961 als Nachfolger von Harold B. Hoskins zum Direktor des Foreign Service Institute ernannt, die primäre Ausbildungseinrichtung für Angestellte des US-Außenministeriums, die Diplomaten sowie andere Fachkräfte darauf vorbereitet, die Interessen der US-Außenpolitik in Übersee und in Washington, D.C. zu vertreten. Er hatte diese Funktion bis zum 31. Mai 1962 inne und wurde im Anschluss von George A. Morgan abgelöst.
Aus seiner Ehe mit Camila Emma Sperati Strom (1904–1995) gingen die beiden Töchter Sonja Scarseth und Karen Strom hervor. Nach seinem Tode wurde er auf dem Lutheran Cemetery in Decorah bestattet.